# Richtlinie 2004/38/EG (Freizügigkeitsrichtlinie)
Die Richtlinie 2004/38/EG oder Freizügigkeitsrichtlinie, auch Unionsbürgerrichtlinie, ist eine Richtlinie der Europäischen Gemeinschaft, die die Personenfreizügigkeit innerhalb des Europäischen Wirtschaftsraumes (EWR) regelt.

## Bezeichnung
Die korrekte deutsche Bezeichnung der Richtlinie lautet Richtlinie 2004/38/EG des Europäischen Parlaments und des Rates vom 29. April 2004 über das Recht der Unionsbürger und ihrer Familienangehörigen, sich im Hoheitsgebiet der Mitgliedstaaten frei zu bewegen und aufzuhalten, zur Änderung der Verordnung (EWG) Nr. 1612/68 und zur Aufhebung der Richtlinien 64/221/EWG, 68/360/EWG, 72/194/EWG, 73/148/EWG, 75/34/EWG, 75/35/EWG, 90/364/EWG, 90/365/EWG und 93/96/EWG. Es wird jedoch vorwiegend die Bezeichnung Freizügigkeitsrichtlinie oder auch Unionsbürgerrichtlinie benutzt.

## Geltungsbereich
Die Freizügigkeitsrichtlinie gilt im Verhältnis zwischen den EU-Staaten und den übrigen EWR-Staaten (Norwegen, Island und Liechtenstein) gemäß dem Beschluss des Gemeinsamen EWR-Ausschusses Nr. 158/2007 zur Änderung des Anhangs V (Freizügigkeit der Arbeitnehmer) und des Anhangs VIII (Niederlassungsrecht) des EWR-Abkommens, wird aber im Verhältnis zu Liechtenstein wiederum durch einen Beschluss des Gemeinsamen EWR-Ausschusses Nr. 191/1999 über die Änderung der Anhänge VIII (Niederlassungsrecht) und V (Freizügigkeit der Arbeitnehmer) des EWR-Abkommens eingeschränkt. Sie gilt nicht für die Schweiz. Freizügigkeit wird zwischen der EU und der Schweiz durch das Personenfreizügigkeitsabkommen und zwischen der Schweiz und den EWR-Staaten außerhalb der EU durch das revidierte Stockholmer Abkommen (EFTA-Abkommen) gewährleistet.

## Einschränkungen
Die Freizügigkeitsrichtlinie harmonisiert die Bestimmungen und Verfahren, welche in Mitgliedstaaten bezüglich der Geltendmachung von Gründen der öffentlichen Ordnung, Sicherheit und Gesundheit für die Einreise und den Aufenthalt von Staatsangehörigen eines anderen Mitgliedstaats und ihrer Familienangehörigen zur Anwendung kommen:
- Mit Bezug auf Gründe der öffentlichen Ordnung und Sicherheit darf ausschließlich das persönliche Verhalten der betreffenden Einzelpersonen ausschlaggebend sein. Strafrechtliche Verurteilungen allein sind kein zulässiger Grund für Maßnahmen aus Gründen der öffentlichen Ordnung oder Sicherheit.
- Mit Bezug auf Gründe der öffentlichen Gesundheit ist ausschließlich das Vorliegen von bestimmten übertragbaren Krankheiten ausschlaggebend.[7] Eine Krankheit, die nach Erteilung der ersten Aufenthaltserlaubnis auftritt, ist kein zulässiger Grund für die Verweigerung einer Verlängerung der Aufenthaltserlaubnis oder die Entfernung aus dem Hoheitsgebiet.

## Inhalt der Richtlinie
Kapitel 1 (Artikel 1 bis 3) legt Gegenstand, Begriffsbestimmungen und Berechtigte fest.
Kapitel 2 (Artikel 4 und 5) enthält Bestimmungen über das Recht auf Ausreise und auf Einreise.
Kapitel 3 (Artikel 6 bis 15) regelt das Aufenthaltsrecht und Verwaltungsformalitäten und enthält Bestimmungen zur Anmeldebescheinigung und zur Aufenthaltskarte.
Kapitel 4 (Artikel 16 bis 21) regelt das Daueraufenthaltsrecht, das durch eine Bescheinigung des Daueraufenthalts oder durch eine Daueraufenthaltskarte nachgewiesen wird.
Kapitel 5 (Artikel 22 bis 26) beinhaltet gemeinsame Bestimmungen über das Aufenthaltsrecht und das Recht auf Daueraufenthalt.
Kapitel 6 (Artikel 27 bis 33) enthält Bestimmungen zu Beschränkungen des Einreise- und Aufenthaltsrechts aus Gründen der öffentlichen Ordnung, Sicherheit oder Gesundheit. Darin werden allgemeine Grundsätze sowie unter anderem ein Schutz vor Ausweisung und Bestimmungen zur öffentlichen Gesundheit festgelegt.
Kapitel 7 (Artikel 34 bis 42) enthält Schlussbestimmungen.
Insbesondere hat jeder EU-Bürger das Recht, mit einem gültigen Personalausweis oder Reisepass ohne Visum aus einem anderen Mitgliedstaat auszureisen (Artikel 4), in einen anderen Mitgliedstaat einzureisen (Artikel 5) und sich dort auch mehr als drei Monate aufzuhalten, sofern er dort erwerbstätig ist oder studiert oder über einen umfassenden Krankenversicherungsschutz und ausreichende Existenzmittel verfügt, um keine Sozialhilfeleistungen in Anspruch nehmen zu müssen (Artikel 7). Bei einem Aufenthalt von über drei Monaten kann jedoch von ihm verlangt werden, sich bei der zuständigen Behörde anzumelden (Artikel 8).

## Schutz vor Ausweisung
Im Folgenden wird der Begriff „Ausweisung“ im Sinne des Rechts der EU verwendet, wo er – ganz im Gegensatz zum Begriff „Ausweisung“ im deutschen Aufenthaltsgesetz – ein Sammelbegriff ist, unter den jegliche Maßnahme zur Aufenthaltsbeendigung gefasst wird.
Nach Artikel 28 der Richtlinie 2004/38/EG ist vor einer Ausweisung „die Dauer des Aufenthalts des Betroffenen im Hoheitsgebiet, sein Alter, seinen Gesundheitszustand, seine familiäre und wirtschaftliche Lage, seine soziale und kulturelle Integration im Aufnahmemitgliedstaat und das Ausmaß seiner Bindungen zum Herkunftsstaat“ zu berücksichtigen. Gegen Unionsbürger oder ihre Familienangehörigen darf nur unter bestimmten Bedingungen eine Ausweisung verfügt werden. Insbesondere darf sie gegen minderjährige Unionsbürger nur beruhend auf „zwingenden Gründen der öffentlichen Sicherheit“ verfügt werden, „es sei denn, die Ausweisung ist zum Wohl des Kindes notwendig, wie es im Übereinkommen der Vereinten Nationen vom 20. November 1989 über die Rechte des Kindes vorgesehen ist“.
EU-Bürger, die bereits fünf oder mehr Jahre in einem anderen Land der EU gelebt haben und dort integriert sind, sind selbst bei Straffälligkeit nicht ohne Weiteres in ihr Herkunftsland auszuweisen. Denn laut einem Urteil des Europäischen Gerichtshofs vom April 2018 in den Rechtssachen C-316/16 und C-424/16 ist eine Ausweisung angesichts des nach fünf Jahren erlangtem Daueraufenthaltsrechts nur bei „schwerwiegenden Gründen der öffentlichen Ordnung oder Sicherheit“ zulässig. Nach zehn Jahren sei sie nur aus „zwingenden Gründen der öffentlichen Sicherheit“ möglich.